# Политический интерес
Полити́ческий интере́с — термин, используемый в политической сфере и в политологии, для обозначения стимулов деятельности субъектов политических отношений. 
Политический интерес включает в себя совокупность целей тех или иных политических акторов, возникновение которых обусловлено субъективными или объективными потребностями, а его реализация предполагает последовательное осуществление ряда действий в сфере политики или государственного управления.

## Структура политического интереса
В структуре политического интереса выделяется ряд обязательных элементов: 
1. Субъект — источник политического интереса, определённый политический актор (индивид, группа интересов, этническая группа, общественный класс, политическая партия, гражданское общество, бизнес-элиты, органы государственной власти субъектов федеративного государства или национальное государство в целом).
2. Объект — элемент, на который направлен политический интерес (политическая власть, политические ресурсы, политические отношения, государственные органы и другие).
3. Способы реализации — множества последовательных и взаимосвязанных действий, позволяющих политическому актору достичь своих политических интересов.
4. Цель — ожидаемый политическим актором результат реализации политического интереса.

## Основной политический интерес
Исходя из наиболее распространённого определения политики, к основным политическим интересам можно отнести:
- Завоевание государственной власти;
- Удержание государственной власти;
- Использование государственной власти. [3]

## Классификация политических интересов
По степени общности:
- Индивидуальные;
- Групповые;
- Классовые;
- Национальные;
- Общественные.

По характеру субъекта:
- Государственные;
- Партийные;
- Интересы общественных организаций.

По степени осознанности:
- Связанные со стихийным стремлением к реализации;
- Включающие разработанную программу достижения.

По возможности осуществления:
- Реальные;
- Мнимые. [4]

## Роль политических интересов
Политические интересы, как источники направления деятельности политических субъектов, становятся базой для формирования политических взглядов, общественных настроений, партийных программ, политических идеологий, национальных стратегий, определяющих системы политических задач. 